# Centeterus nigricornis
Centeterus nigricornis là một loài tò vò trong họ Ichneumonidae.